# Gérard Vander Linden

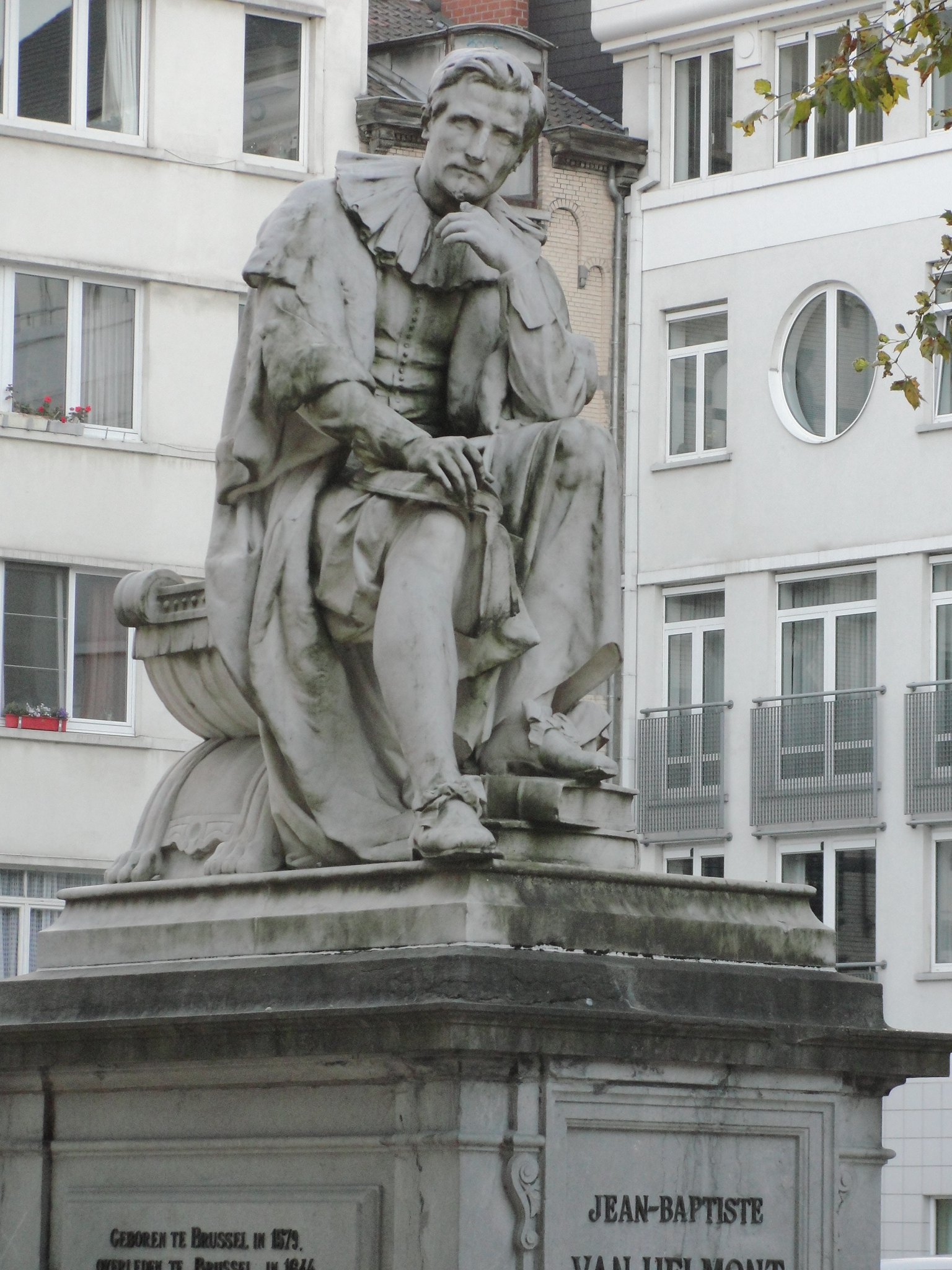
Standbeeld van Johannes Baptista van Helmont; beeldhouwwerk van Gérard Vander Linden

Gérard Vander Linden (Antwerpen, 8 februari 1830 – Leuven, 6 juni 1911) was een Belgisch beeldhouwer.

## Leven
Gérard Vander Linden volgde een opleiding aan de Koninklijke Academie voor Schone Kunsten te Antwerpen en won er ook de Prijs van Rome voor beeldhouwkunst in 1856 met een bas-reliëf over het thema “Adrastus voor het kadaver smeekt Croesus hem aan zijn zoon te offeren”. Vooraleer hij op reis kon vertrekken moest hij eerst een theoretisch examen afleggen, waarin de kennis van de Franse taal, geschiedenis, literatuur en antropologie werd getest. In een brief aan de academie vroeg hij een jaar uitstel om bij te studeren. Hij achtte zijn algemene kennis onvoldoende vermits hij geboren was uit “geringe ouders”.
Nadat hij geslaagd was voor het examen reisde hij via Parijs, waar hij een jaar verbleef, naar Italië. In een brief aan de Antwerpse Academie verklaarde Vander Linden dat het moeilijk was om in zijn verblijfsoord een atelier te vinden en klaagde hij over de levensduurte, vooral in Parijs. Daar studeerde hij in het atelier van François Jouffroy en volgde er lessen in de Ecole des Beaux-Arts.
In februari 1859 stuurde hij vanuit Rome zijn eerste kunstwerk ‘Johannes de Doper prekende in de woestijn’.
In 1861 verbleef hij in Florence en stuurde van daaruit een ‘Calista’s twijfel tussen Christendom en heidendom’. Het rapport van de Antwerpse leraren prees dit kunstwerk omdat het getuigde van een “ nieuwe opvatting doordrenkt van een hoogwaardig gevoelsleven en groots uitgedrukt”.
Na zijn terugkeer werd hij leraar beeldhouwen, in 1863 eerst aan de academie in Antwerpen en vanaf 1865 aan de academie te Leuven. Van 1887 tot 1907 was hij ook directeur van de Leuvense Academie.
In 1863 presenteerde hij op het Salon in Brussel een gipsen “Calista, hésitant entre le christianisme et le paganisme”. De catalogus vermeldt dan als zijn adres: Rue Houblonnière, 27, Anvers.
Op het volgende Salon, in 1866 – hij woonde toen al in Leuven – toonde hij volgende gipsen beelden:
- De stad Luik, een model van het beeld bestemd voor het station in Luik
- De Maagd en het Kind Jezus
- De strijd (groep)
- De heilige Joannes, een van de drie beelden van de calvarie die in Franse steen werd uitgevoerd voor de zijgevel van de Sint-Jacobskerk in Antwerpen

In 1867 huwde hij Louise De Vigne, zuster van de Gentse beeldhouwer Paul De Vigne, onder meer bekend van de beeldengroep Jan Breydel en Pieter de Coninck op de Grote Markt in Brugge.
Op het Salon van Gent van 1886 toonde hij een marmeren beeld, ‘l’enfant boudeur’ (pruilerig kind). Volgens de catalogus woonde hij toen in de Tiensestraat 124 in Leuven.
Vander Linden overleed te Leuven op 81-jarige leeftijd in 1911.

## Werken (selectie)
- Callista aarzelend tussen christendom en heidendom, brons, Leuven
- Jan-Baptist van Helmont, 1889, Nieuwe Graanmarkt, Brussel
- Monument voor de Dynastie, Laken (beeld van de provincie Oost-Vlaanderen)
- Buste van Raphaël, voorgevel Koninklijk Museum voor Schone Kunsten Antwerpen